# Pueblos indígenas de Siberia

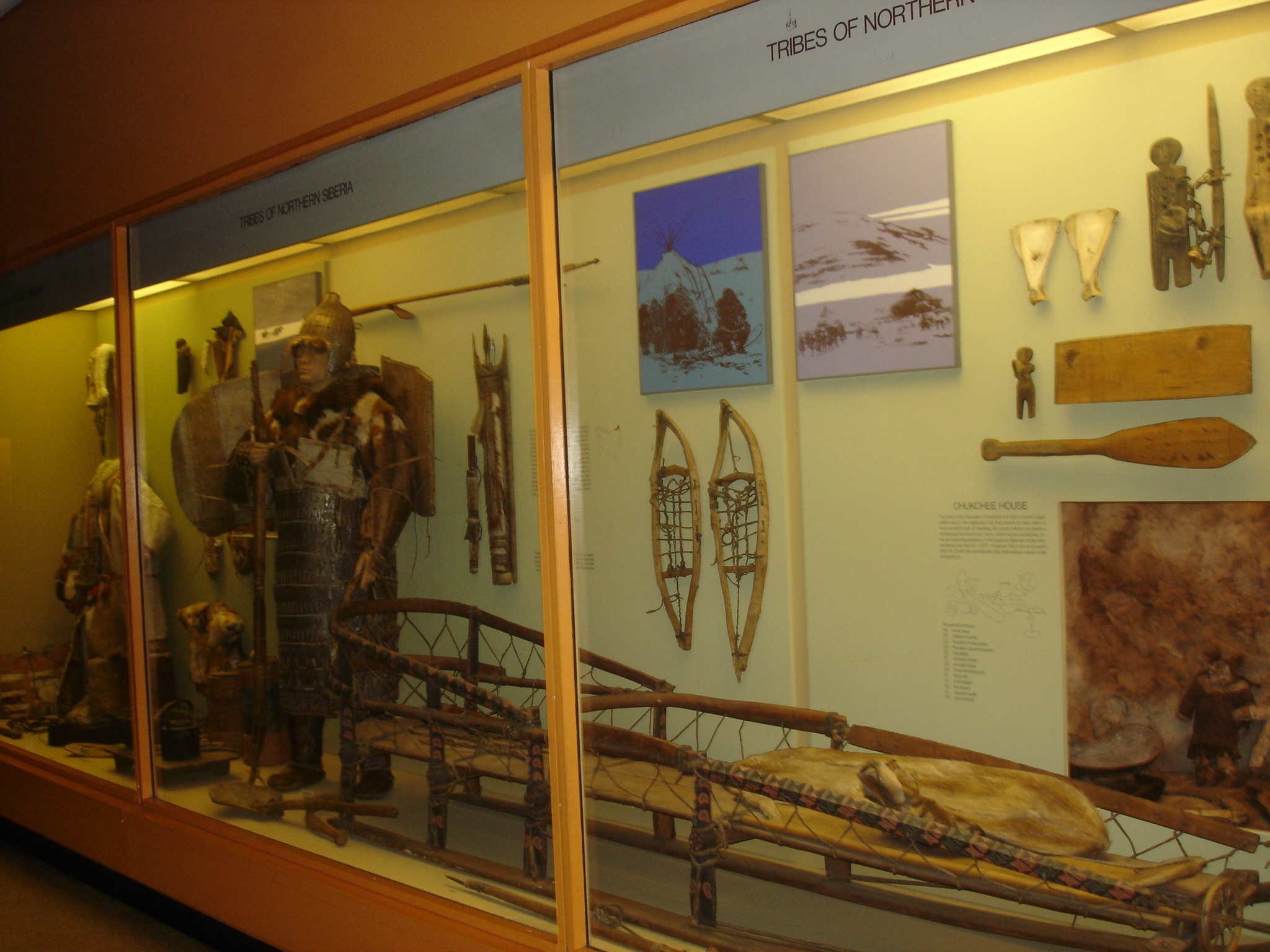
Museo Americano de Historia Natural en Manhattan, Nueva York, Estados Unidos de América.

Hay unos 40 millones de personas en Siberia, de los cuales el 10% son indígenas. Aunque algunos pueblos indígenas, como los sakha (o yakutos) y los komi, poseen sus propias repúblicas dentro del estado ruso, muchos otros están en peligro de extinción o en proceso de asimilación (rusificación). 
El proceso de industrialización que tuvo lugar durante el régimen soviético conllevó la pérdida de sus tierras ancestrales y la llegada de colonos. Además, fueron presionados para que abandonaran sus lenguas, culturas y modos de vida.
Hoy en día, la subsistencia de estos pueblos se ve amenazada por la degradación ambiental que causan la industria de hidrocarburos y las empresas madereras que operan en la región. Sus derechos territoriales siguen sin ser reconocidos. 

## Pueblos urálicos

### Úgricos
De la región llamada Yugra, hoy distrito autónomo de Janti-Mansi.
- Jantis u ostyaks.
- Mansis o vogules.

### Samoyedos
Al noroccidente de la Siberia ártica.
- Nenetsos
- Matores
- Nganasanes

## Pueblos túrquicos
- Tártaros siberianos
- Yakutos
- Altáis
- Dolganos
- Tuvanos
- Tofalares
- Jakasios
- Chorses

## Pueblos mongoles
- Buriatos

## Pueblos tunguses
- Evenkis
- Evenos
- Hezhen o nanai

## Pueblos paleosiberianos

### Yucaguiros
Al Oriente de Siberia
- Yucaguiros

### Chucoto-kamchatkas
- Chukchis
- Coriacos
- Alutor
- Itelmeni

### Yeniseos
- Ket
- Selkup, son étnicamente yeniseos aunque actualmente hablan lenguas samoyedas

### Nivjis
- Nivjis

### Esquimales
- Yuit